# Бірманці
Бірма́нці (бірм. ဗမာလူမျိုး; [bəmà lùmjó]; самоназва м'ям, м'янь, м'янма) — нація, основне населення М'янми. Чисельність — близько 30 млн чоловік (2007). 
Мова — бірманська (м'янманська), тибето-бірманської групи. 
Бірманці — монголоїди.  Близько 95% бірманців — буддисти. 

## Походження
Предки сучасного народу м'янма, тибето-бірманські народи, переселилися зі Східного Тибету в Індокитай в 1 тисячолітті. Живші тут раніше мон-кхмерські народи були асимільовані або витіснені ними. Першими мігрантами був народ тете (сок), який частково увійшов до складу араканців, частково став предками чинів. До IV століття в долині річки Іраваді з'явився народ п'ю (Пяо), який заснував свою державу Шрикшетра. У V столітті мови п'ю вже мали писемність на основі письма палі.
У IX столітті на середньому Іраваді з'являється етнічна група мранма, яка стає ядром сучасного народу м'янма (бірманців). Вони поступово асимілюють інші етнічні групи, консолідуються із залишками п'ю, і створюють в XI столітті державу Паган. Їх походження пов'язують з народом цянь, скотарями Тибету і Сичуані.
М'янма (або Бірма) — найдавніша країна Південно-Східної Азії, на території якої існували стародавні держави, Шрикшетра, Паган, Аракан, Пегу та інші. Індійці і кхмери називали Бірму Раманнадесою, а бірманців — рман. Бірма — спотворена англійцями самоназва бірманців, м'янма або мранма. Також більш правильним є назва колишньої столиці — Янгон, а не Рангун.
Зустрічалися і такі форми вимови, як народ «м'ям», «м'янь», країна «м'ямі», «Баама», «Мраньма», «Браньма».
В XIX столітті Велика Британія захопила і колонізувала М'янму. Боротьба бірманців проти англійців вилилася в народне повстання в 1930—1932 роках. 1942 року країна була окупована Японією, а в 1945 році японці були вигнані з країни. З 4 січня 1948 року Бірма — незалежна республіка.

## Етнічні групи
- Інтха («озерні жителі»);
- Мергуйці і тавойці, мають спільну рису, вони зберегли середньовічну архаїчну бірманську мову;
- Камон м'яма лейя, змішалися з шанами і ва-палаун;
- Араканці (самоназва -  рокай, йокай), найстарша гілка бірманців.

## Побут і господарство

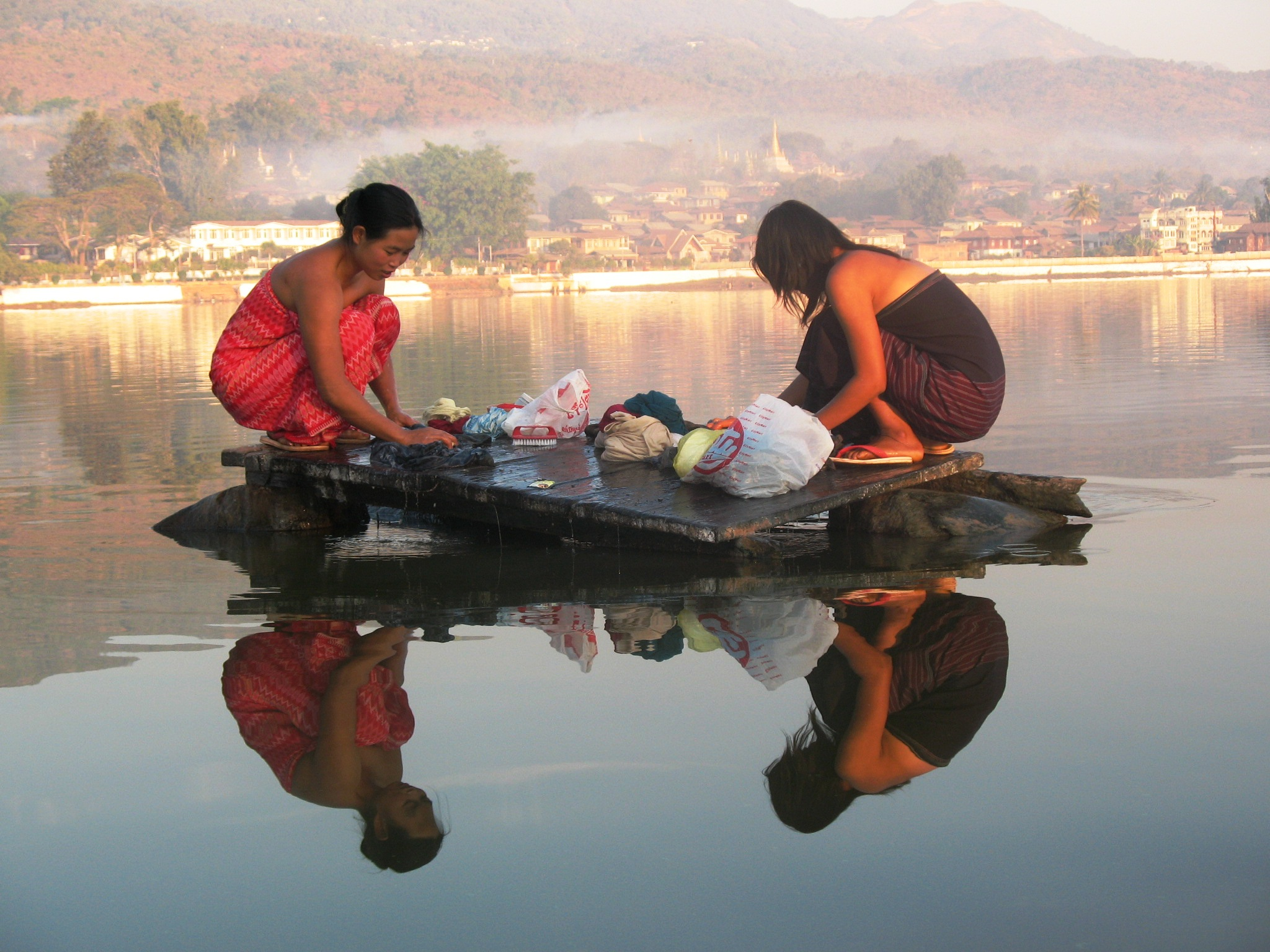
Жителі Бірми за роботою.

В культурі М'янма схожа на інші країни Південно-Східної Азії. Це аграрна країна, основу економіки складає виробництво рису. Експорт рису приносить основний дохід, за рахунок нього країна отримує все інше. Інша важлива галузь господарства - заготівля цінних порід дерев, - М'янма багата тропічними лісами, де виростає, наприклад, сандал, палісандр, тик. Всюди зустрічається бамбук, який широко використовується в господарстві. Крім рису вирощують також пшеницю, кукурудзу, овочі, тютюн, батат.
Основні сільськогосподарські знаряддя: плуг (го), борона (тандон), серп і палиці. Як тягу для плуга використовували буйволів і биків.
Національний костюм бірманців мало чим відрізняється від одягу тайців або лао. Чоловіки носять куртки з застібками (тайпоун ейнджі) і незшиті спідниці (лонджі), які зав'язуються спереду вузлом. Головний убір - пов'язка з вузлом на боці або червона шапочка на каркасі. У жінок куртка застібається на правому боці і заправляється в спідницю (тамейн). Взуття - сандалі, часто не носять ніякого взуття взагалі.Раніше було поширене татуювання. Зараз цей звичай зустрічається рідше, так як раніше татуювання показувало соціальний статус. Для простого народу використовувалася тільки синя фарба, аристократи ж носили татуювання двох кольорів, синім і червоним. Носили плащі із застібкою на одному плечі. Святковий одяг - той же одяг, але більш яскравих кольорів і з дорожчих матеріалів. У чоловіків хустка замінюється шапочкою (гаунбаун).
Будинки будуються на палях, без стін (традиційне житло), дах з листя або соломи. У будинку - 2 або 3 кімнати, меблі майже відсутні. Постільні приналежності, циновки, подушки і ковдри, складають у кут. Під підлогою влаштовувалися приміщення для худоби або ж майстерні. Але могли тримати худобу і під навісом у дворі, там же були комори та сараї.
Їжа, як і в інших країнах Південно-Східної Азії, найчастіше, рослинна. Основу становить рис, вживають овочі і рибу, гострі приправи. Молоко не п'ють. М'ясо - святковий продукт. Обід бірманців однаковий майже в усіх верств населення, крім найбідніших. Зазвичай вживається варений рис, суп (хкінджіо), варені овочі (тосая), страви з риби або м'яса (хін), рибні пасти (нгапі), обов'язкові гострі соуси, частіше - карі, на десерт йдуть фрукти. Сніданок простіший. Олія - рослинна, напої - соки або вода.
Розвинені ремесла. Здавна відоме гончарство, плетіння з бамбука і ротанга, наприклад циновок (хп'я). З бамбука робиться начиння, черпаки, труби, посудини, музичні інструменти, знаряддя праці. Застосовуються й інші породи дерева, частіше тик. Мистецтво різьблення по дереву і бамбуку зникає. Навіть у храмах зараз використовують ажурні накладки з листового заліза. Виплавка, кування і кустарний прокат існували з давніх-давен. Ткацтво - у минулому кожна сім'я мала свої ткацькі верстати. Славляться лакові вироби.

## Транспорт

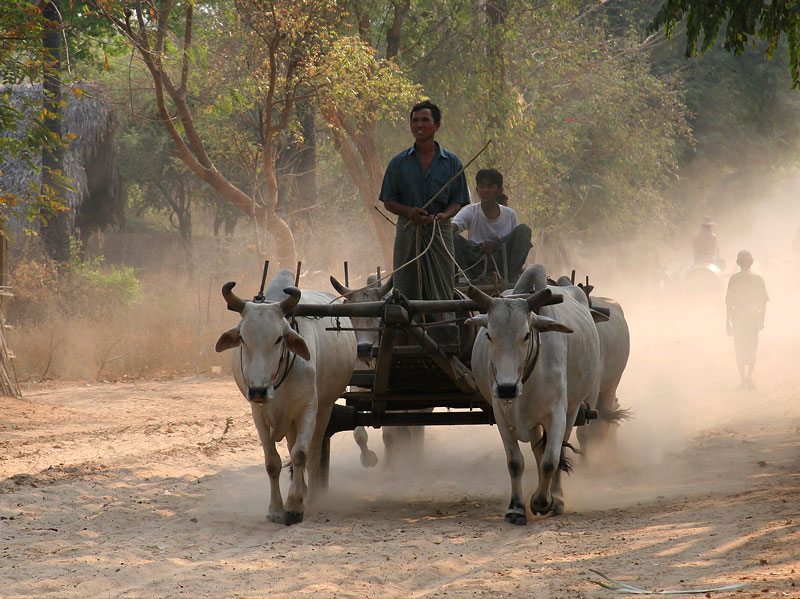
Жителі Бірми.

Здавна найбільш розвинені були водні шляхи. Самим раннім засобом пересування був пліт, використовується дотепер. Потім з'явилися човни-однодеревки. Використовуються човни типу шлюпки (подібні з малайським прау), лорчі - великі боти для дальніх перевезень, що мають від 1 до 3 щогл. Як і у малайців плоти яскраво розфарбовані.
Зараз велике значення мають шосейні дороги і авіалінії.

## Суспільні відносини
Сім'я моногамна. Шлюб патрилокальний, спадкування патрилінейне. Становище жінки відносно вільне. Іноді добробут сім'ї залежить від прибутковості жіночих занять, городництва, ткацтва, дрібної торгівлі.

## Культура

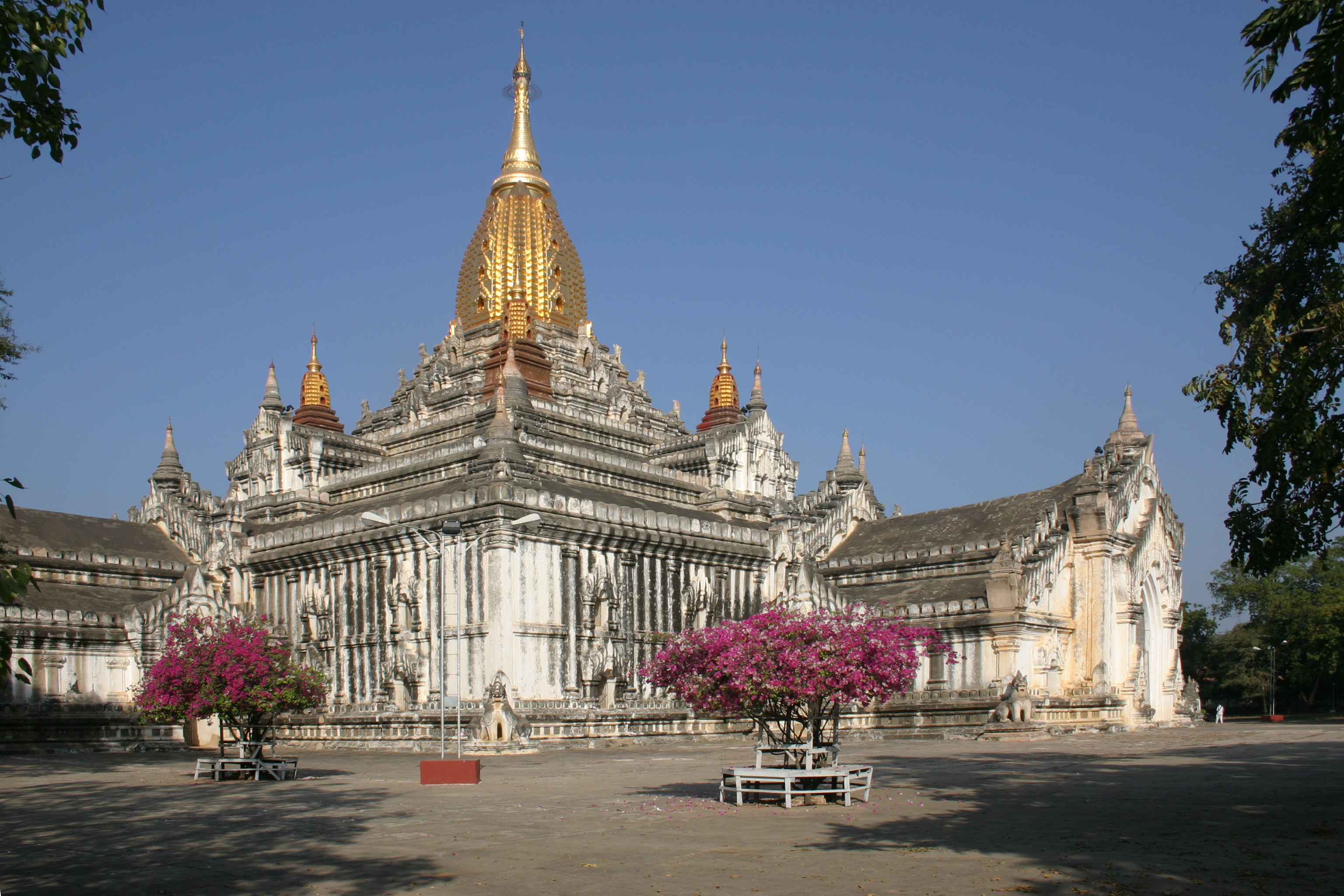
Храм Ананди в Пагані (Ananda Temple).

На життя бірманців великий вплив робить буддизм. Кожна дитина обов'язково повинен хоча б тиждень провести в монастирі, а деякі залишаються там на все життя. Монахи голяться наголо і носять жовто-оранжеві накидки. Вони не повинні працювати, а живуть тільки милостинею. В Янгоні та інших великих містах дуже багато пагод. Пагоди нагадують ступи з загостреними верхівками. Найбільш відомі пагоди в древніх містах Пагані і Проме (П'я). Знаменитий храм Ананди в Пагані побудований в 11 столітті. У ньому стоять чотири 10-метрових зображення Будди, одне - бронзове, решта - з цінних порід дерев. Найбільша пагода - Шведагон в Янгоні, висота - 170 м, перебудовувалася в 1768 р Пам'ятка - дзвін Маха ганда, який поступається за розмірами лише московському Цар-дзвону.
Незважаючи на сильний вплив буддизму, сильні традиції культу духів (натів). Тавадейнта - країна, житло натів. Верховний нат - Тхай Мін. Патрон житла - Нахджірі Нат Мін. Духи в основному - покровителі (професій, будинки, роду тощо).
Розвинений фольклор, народний театр (маріонеток, актора, тіньовий). Традиційні жанри - затпве (довга музична драма), аньпве (коротка концертна програма).
Фольклор складають міфи, легенди, оповіді, казки, порівнянні з індійським циклом «Шукасаптаті». Крім запозичених з Індії, були свої бірманські хроніки, «Махаязавін», араканская «Літопис зерцала Кришталевого палацу».

## Імена
Бірманці дають дітям імена, утворені з слів їхньої мови: Ну Ну (делікатна), Зе Бе (прекрасна біла квітка), Нінзі (троянда) - жіночі, Він (блискучий), Аун (успіх) - чоловічі. Прізвищ немає, але до імені додається частка Туо (ввічливе звернення), або інші. Красивим вважається подвійне ім'я: Та Та Свей, Сейн Сейн, Маун ті Мун, Бо ті Мун (з частками).

## Мова
Мова народу -  м'янманська (бірманська) - тонова, як китайська, тобто одне і те ж слово може бути вимовлене в середньому тоні, низькому, високому, висхідному, низхідному, висхідно-низхідному, і буде мати зовсім різний зміст.
Бірманська мова має офіційний статус в М'янмі. Входить в лоло-бірманської підгрупу тибето-бірманської мовної групи сино-тибетської мовної сім'ї.

### Фонетика
Звучання бірманської мови оригінальне, так, що його важко сплутати з іншими мовами, наприклад, китайською. У ній дуже багато дифтонгів: ау, оу, уе, ей, є, уа, ай. Те, як передаються бірманською слова з інших мов, добре видно з географічних назв. Ланданмьоу - Лондон, Амейріка, Б'їтейн - Британія, Коуланбоумьоу - Коломбо, Коурійа - Корея, Банкаумьоу - Бангкок, Маніламьоу - Маніла, Бійентейанмьоу - В'єнтьян, Бійетнам - В'єтнам тощо. Характерні для східних мов придихові звуки - кх, пх, сх, чх точщо. Пхіліпайн - Філіппіни, Кокейсхатаун - Кавказ. Приставка мьоу означає місто, таун - гори, пінле - море, Пінлені - Червоне море, Пінлене - Чорне море, Мьейдепінле - Середземне море.
Інфінітив дієслова має показник -ді. Прикметник - показник -до.

## Медицина
Традиційна бірманська медицина кутхоункуні має багато спільного з китайською медициною.